# Batalha de Hadrut
A Batalha de Hadrut (em azeri:  Hadrut döyüşü; em armênio/arménio:  Հադրութի ճակատամարտ, transl. Hadrut’i chakatamart) começou no início de outubro de 2020 em Hadrut e nas aldeias e colinas circundantes, agora sede do distrito de Khojavend, no Azerbaijão, e anteriormente controlada pela autoproclamada República de Artsakh e fazia parte da província de Hadrut.
Após a captura da cidade de Jabrayil pelo Azerbaijão, e reivindicando o domínio total do distrito de mesmo nome, as forças azerbaijanas avançaram para o norte, para Hadrut. Os combates de artilharia pesada ocorreram a partir de 7 de outubro e, em 9 de outubro, as forças azerbaijanas assumiram o controle de aldeias e colinas estrategicamente essenciais ao lado da cidade. Inicialmente, ambas as partes alegaram presença na cidade, mas fontes externas indicaram que as forças do Azerbaijão tinham assumido o controle de Hadrut em 14 ou 15 de outubro. Entretanto, mais combates ocorreram no norte e oeste da cidade, em disputa por aldeias e colinas mais importantes até 30 de outubro, quando fontes externas confirmaram a presença de tropas azerbaijanas num vale ao norte da cidade.